# Limnodynastes salmini
Limnodynastes salmini är en groddjursart som beskrevs av Franz Steindachner 1867. Limnodynastes salmini ingår i släktet Limnodynastes och familjen Limnodynastidae. IUCN kategoriserar arten globalt som livskraftig. Inga underarter finns listade i Catalogue of Life.